# Simning vid olympiska sommarspelen 2016
Simning vid olympiska sommarspelen 2016 avgjordes mellan den 6 och 13 augusti på Estádio Aquático Olímpico i Rio de Janeiro. Maraton-simningarna anordnades den 15 och 16 augusti vid Copacabanafortet.

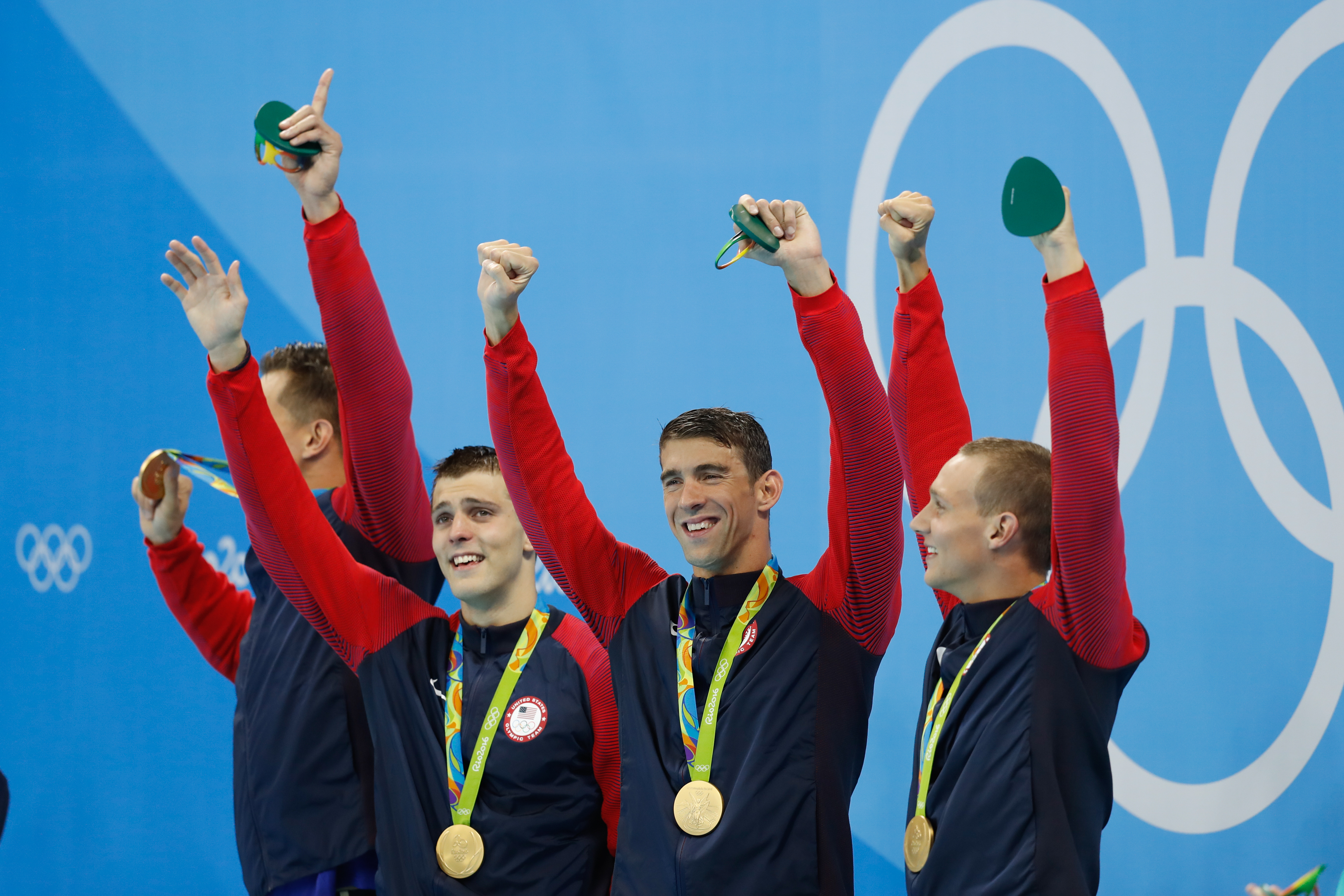
USA blev den mest framgångsrika nationen i simtävlingarna. Dressel, Phelps, Held och Adrian tog guld på herrarnas 4x100 meter frisim.

## Medaljsammanfattning
| Damernas simning                 | Guld | Silver                                                                                                 | Brons                                                                                     |
| 50 m frisim Detaljer...          | Pernille Blume Danmark                                                                                           | Simone Manuel USA                                                                                      | Aljaksandra Herasimenja Belarus                                                           |
| 100 m frisim Detaljer...         | Simone Manuel USA Penny Oleksiak Kanada                                                                          | — | Sarah Sjöström Sverige                                                                    |
| 200 m frisim Detaljer...         | Katie Ledecky USA                                                                                                | Sarah Sjöström Sverige                                                                                 | Emma McKeon Australien                                                                    |
| 400 m frisim Detaljer...         | Katie Ledecky USA                                                                                                | Jazmin Carlin Storbritannien                                                                           | Leah Smith USA                                                                            |
| 800 m frisim Detaljer...         | Katie Ledecky USA                                                                                                | Jazmin Carlin Storbritannien                                                                           | Boglárka Kapás Ungern                                                                     |
| 100 m bröstsim Detaljer...       | Lilly King USA                                                                                                   | Julija Jefimova Ryssland                                                                               | Katie Meili USA                                                                           |
| 200 m bröstsim Detaljer...       | Rie Kaneto Japan                                                                                                 | Julija Jefimova Ryssland                                                                               | Shi Jinglin Kina                                                                          |
| 100 m ryggsim Detaljer...        | Katinka Hosszú Ungern                                                                                            | Kathleen Baker USA                                                                                     | Kylie Masse Kanada Fu Yuanhui Kina                                                        |
| 200 m ryggsim Detaljer...        | Maya DiRado USA                                                                                                  | Katinka Hosszú Ungern                                                                                  | Hilary Caldwell Kanada                                                                    |
| 100 m fjärilsim Detaljer...      | Sarah Sjöström Sverige                                                                                           | Penny Oleksiak Kanada                                                                                  | Dana Vollmer USA                                                                          |
| 200 m fjärilsim Detaljer...      | Mireia Belmonte Spanien                                                                                          | Madeline Groves Australien                                                                             | Natsumi Hoshi Japan                                                                       |
| 200 m medley Detaljer...         | Katinka Hosszú Ungern                                                                                            | Siobhan-Marie O'Connor Storbritannien                                                                  | Maya DiRado USA                                                                           |
| 400 m medley Detaljer...         | Katinka Hosszú Ungern                                                                                            | Maya DiRado USA                                                                                        | Mireia Belmonte Spanien                                                                   |
| 4 × 100 m frisim Detaljer...     | Australien | USA | Kanada                                                                                    |
| 4 × 100 m frisim Detaljer...     | Emma McKeon Brittany Elmslie Bronte Campbell Cate Campbell Madison Wilson*                                       | Simone Manuel Abbey Weitzeil Dana Vollmer Katie Ledecky Amanda Weir* Lia Neal* Allison Schmitt*        | Sandrine Mainville Chantal Van Landeghem Taylor Ruck Penny Oleksiak Michelle Williams*    |
| 4 × 200 m frisim Detaljer...     | USA | Australien                                                                                             | Kanada                                                                                    |
| 4 × 200 m frisim Detaljer...     | Allison Schmitt Leah Smith Maya DiRado Katie Ledecky Missy Franklin* Melanie Margalis* Cierra Runge*             | Leah Neale Emma McKeon Bronte Barratt Tamsin Cook Jessica Ashwood*                                     | Katerine Savard Taylor Ruck Brittany MacLean Penny Oleksiak Kennedy Goss* Emily Overholt* |
| 4 × 100 meter medley Detaljer... | USA | Australien                                                                                             | Danmark                                                                                   |
| 4 × 100 meter medley Detaljer... | Kathleen Baker Lilly King Dana Vollmer Simone Manuel Olivia Smoliga* Katie Meili* Kelsi Worrell* Abbey Weitzeil* | Emily Seebohm Taylor McKeown Emma McKeon Cate Campbell Madison Wilson Madeline Groves Brittany Elmslie | Mie Østergaard Nielsen Rikke Møller Pedersen Jeanette Ottesen Pernille Blume              |
| 10 km maraton Detaljer...        | Sharon van Rouwendaal Nederländerna                                                                              | Rachele Bruni Italien                                                                                  | Poliana Okimoto Brasilien                                                                 |

| Herrarnas simning            | Guld | Silver                                                                                       | Brons                                                                     |
| 50 m frisim Detaljer...      | Anthony Ervin USA                                                                                              | Florent Manaudou Frankrike                                                                   | Nathan Adrian USA                                                         |
| 100 m frisim Detaljer...     | Kyle Chalmers Australien                                                                                       | Pieter Timmers Belgien                                                                       | Nathan Adrian USA                                                         |
| 200 m frisim Detaljer...     | Sun Yang Kina                                                                                                  | Chad le Clos Sydafrika                                                                       | Conor Dwyer USA                                                           |
| 400 m frisim Detaljer...     | Mack Horton Australien                                                                                         | Sun Yang Kina                                                                                | Gabriele Detti Italien                                                    |
| 1500 m frisim Detaljer...    | Gregorio Paltrinieri Italien                                                                                   | Connor Jaeger USA                                                                            | Gabriele Detti Italien                                                    |
| 100 m bröstsim Detaljer...   | Adam Peaty Storbritannien                                                                                      | Cameron van der Burgh Sydafrika                                                              | Cody Miller USA                                                           |
| 200 m bröstsim Detaljer...   | Dmitrij Balandin Kazakstan                                                                                     | Josh Prenot USA                                                                              | Anton Tjupkov Ryssland                                                    |
| 100 m ryggsim Detaljer...    | Ryan Murphy USA                                                                                                | Xu Jiayu Kina                                                                                | David Plummer USA                                                         |
| 200 m ryggsim Detaljer...    | Ryan Murphy USA                                                                                                | Mitch Larkin Australien                                                                      | Jevgenij Rylov Ryssland                                                   |
| 100 m fjärilsim Detaljer...  | Joseph Schooling Singapore                                                                                     | Michael Phelps USA Chad le Clos Sydafrika László Cseh Ungern                                 | i.u.                                                                      |
| 200 m fjärilsim Detaljer...  | Michael Phelps USA                                                                                             | Masato Sakai Japan                                                                           | Tamás Kenderesi Ungern                                                    |
| 200 m medley Detaljer...     | Michael Phelps USA                                                                                             | Kosuke Hagino Japan                                                                          | Wang Shun Kina                                                            |
| 400 m medley Detaljer...     | Kosuke Hagino Japan                                                                                            | Chase Kalisz USA                                                                             | Daiya Seto Japan                                                          |
| 4 × 100 m frisim Detaljer... | USA | Frankrike                                                                                    | Australien                                                                |
| 4 × 100 m frisim Detaljer... | Caeleb Dressel Michael Phelps Ryan Held Nathan Adrian Jimmy Feigen* Blake Pieroni* Anthony Irvin*              | Mehdy Metella Fabien Gilot Florent Manaudou Jérémy Stravius Clément Mignon* William Meynard* | James Roberts Kyle Chalmers James Magnussen Cameron McEvoy Matthew Abood* |
| 4 × 200 m frisim Detaljer... | USA | Storbritannien                                                                               | Japan                                                                     |
| 4 × 200 m frisim Detaljer... | Conor Dwyer Townley Haas Ryan Lochte Michael Phelps Clark Smith* Jack Conger* Gunnar Bentz*                    | Stephen Milne Duncan Scott Daniel Wallace James Guy Robbie Renwick*                          | Kosuke Hagino Naito Ehara Yuki Kobori Takeshi Matsuda                     |
| 4 × 100 m medley Detaljer... | USA | Storbritannien                                                                               | Australien                                                                |
| 4 × 100 m medley Detaljer... | Ryan Murphy Cody Miller Michael Phelps Nathan Adrian David Plummer* Kevin Cordes* Tom Shields* Caeleb Dressel* | Chris Walker-Hebborn Adam Peaty James Guy Duncan Scott                                       | Mitch Larkin Jake Packard David Morgan Kyle Chalmers Cameron McEvoy*      |
| 10 km maraton Detaljer...    | Ferry Weertman Nederländerna                                                                                   | Spyridon Gianniotis Grekland                                                                 | Marc-Antoine Olivier Frankrike                                            |

* = deltog i försöken och erhöll medalj.
Denna tabell: visa • redigera

## Medaljtabell
| Pl.    | Nation         | Guld | Silver | Brons | Totalt |
| ------ | -------------- | ---- | ------ | ----- | ------ |
| 1      | USA            | 16   | 8      | 9     | 33     |
| 2      | Australien     | 3    | 4      | 3     | 10     |
| 3      | Ungern         | 3    | 2      | 2     | 7      |
| 4      | Japan          | 2    | 2      | 3     | 7      |
| 5      | Nederländerna  | 2    | 0      | 0     | 2      |
| 6      | Storbritannien | 1    | 5      | 0     | 6      |
| 7      | Kina           | 1    | 2      | 3     | 6      |
| 8      | Kanada         | 1    | 1      | 4     | 6      |
| 9      | Italien        | 1    | 1      | 2     | 4      |
| 10     | Sverige        | 1    | 1      | 1     | 3      |
| 11     | Danmark        | 1    | 0      | 1     | 2      |
| 11     | Spanien        | 1    | 0      | 1     | 2      |
| 13     | Kazakstan      | 1    | 0      | 0     | 1      |
| 13     | Singapore      | 1    | 0      | 0     | 1      |
| 15     | Sydafrika      | 0    | 3      | 0     | 3      |
| 16     | Ryssland       | 0    | 2      | 2     | 4      |
| 17     | Frankrike      | 0    | 2      | 1     | 3      |
| 18     | Belgien        | 0    | 1      | 0     | 1      |
| 18     | Grekland       | 0    | 1      | 0     | 1      |
| 20     | Belarus        | 0    | 0      | 1     | 1      |
| 20     | Brasilien      | 0    | 0      | 1     | 1      |
| Totalt | Totalt         | 35   | 35     | 34    | 104    |